# Markgrafen-Gymnasium Karlsruhe
Das Markgrafen-Gymnasium (kurz: MGG) ist ein Gymnasium im Karlsruher Stadtteil Durlach.

## Geschichte
Das Markgrafen-Gymnasium ging aus dem 1586 von Markgraf Ernst Friedrich von Baden gegründeten Gymnasium illustre hervor. Das Schulgebäude befand sich damals zwischen Stadtkirche und Basler Tor. 1724 verlegte Markgraf Karl Wilhelm von Baden die Fürstenschule in die neue Residenzstadt Karlsruhe, woraus sich das heutige Bismarck-Gymnasium entwickelte. Neben der nach Karlsruhe verlegten Fürstenschule blieb auch das Gymnasium in Durlach bestehen. 1836 wurde das Markgrafen-Gymnasium mit einer Höheren Bürgerschule verbunden. Aufgrund dieser Wurzeln pflegt das Markgrafen-Gymnasium sowohl die humanistische Bildung als auch die Naturwissenschaften. Dieser alten Schultradition entsprechen heute das sprachliche und das naturwissenschaftliche Profil des Markgrafen-Gymnasiums. 1907 wurde das heutige Schulgebäude errichtet, 1996/1997 wurde es erweitert und umgebaut. Im Sommer 2007 feierte das MGG das 100-jährige Bestehen des Hauptbaus.

### Zeittafel
|                      | Schule                                  |             | Schulleiter                                                         |
| -------------------- | --------------------------------------- | ----------- | ------------------------------------------------------------------- |
| 1586                 | Gymnasium illustre                      | 1583–1594   | Lorenz Scheuerle (Schyrius) aus Ulm                                 |
|                      |                                         | 1594–1596   | Daniel Rixinger (Rixius) aus Straßburg                              |
|                      |                                         | 1596–1604   | Ludwig Lucius aus Basel                                             |
|                      |                                         | 1604–1608   | Heinrich Mummius                                                    |
|                      |                                         | 1608–1612   | Johann Himmel aus Stolp (Pommern)                                   |
|                      |                                         | (1612–1614) | Vakanz                                                              |
|                      |                                         | 1614–1618   | Christian Matthiä aus Meldorf (Dithmarschen)                        |
|                      |                                         | 1618–1623   | Thomas Wegelin aus Augsburg                                         |
|                      |                                         | (1623–1625) | Vakanz                                                              |
|                      |                                         | 1625–1659   | Conrad Weininger aus Sulzburg (Baden)                               |
|                      |                                         | 1659–1668   | Matthias Lemke                                                      |
|                      |                                         | 1668–1717   | Johann Gerhard Arnold aus Friedberg (Hessen), seit 1689 in absentia |
|                      |                                         | 1699–1712   | Michael Bulyowsky aus Ungarn als Prorektor                          |
|                      |                                         | 1712–1714   | Johann Caspar Malsch aus Staffort (Baden) als Prorektor             |
|                      |                                         | 1714–1724   | Johann Ludwig Boye aus Königsberg (Preußen)                         |
|                      |                                         | (1724)      | Verlegung des Gymnasiums illustre nach Karlsruhe                    |
| 1724                 | Pädagogium                              | 1724–1730   | Johann Stephan Müller                                               |
|                      |                                         | 1730–1742   | Dornheck                                                            |
|                      |                                         | 1742–1745   | Isaak Gmelin                                                        |
|                      |                                         | 1745–1755   | Friedrich Christoph Malsch                                          |
|                      |                                         | 1755–1774   | Johann Georg Wolf                                                   |
|                      |                                         | 1774–1808   | Diebold                                                             |
|                      |                                         | 1808–1827   | Diakon Bommer                                                       |
| 1836, endgültig 1841 | Pädagogium und Höhere Bürgerschule      | 1827–1847   | Sander                                                              |
|                      |                                         | 1847–1863   | Hermann Eisenlohr                                                   |
|                      |                                         | 1863–1871   | Karl Becker                                                         |
|                      |                                         | 1871–1879   | Karl Gustav Fecht aus Durlach                                       |
| 1879                 | Pro- und Realgymnasium                  | 1879–1884   | Landolf Neff aus Freiburg                                           |
|                      |                                         | 1884–1894   | Adolf Büchle vom Gymnasium Karlsruhe                                |
|                      |                                         | 1894–1897   | Jakob Sitzler aus Baden-Baden                                       |
| 1907                 | Gymnasium und Realprogymnasium          | 1897–1913   | Joseph May aus Offenburg                                            |
|                      |                                         | 1913–1917   | Friedrich Emlein vom Gymnasium Tauberbischofsheim                   |
|                      |                                         | 1917–1919   | Josef Jäger vom Gymnasium Tauberbischofsheim                        |
|                      |                                         | 1919–1930   | August Marx                                                         |
|                      |                                         | 1930–1932   | Hermann Ostern                                                      |
| 1937                 | Markgrafenschule, Oberschule für Jungen | 1932–1945   | Hermann Schnitzler von der Lessingschule Mannheim                   |
| 1945                 | Realgymnasium Karlsruhe-Durlach         | 1945–1953   | Rudolf Imgraben                                                     |
| 1954                 | Markgrafen-Gymnasium                    | 1953–1964   | Berthold Sütterlin vom Bismarck-Gymnasium Karlsruhe                 |
|                      |                                         | 1964–1977   | Emil Sieß vom Bismarck-Gymnasium Karlsruhe                          |
|                      |                                         | 1977–2001   | Klaus Oesterle vom Bismarck-Gymnasium Karlsruhe                     |
|                      |                                         | 2001–2014   | Peter Jechalke                                                      |
|                      |                                         | 2014–heute  | Joachim Inhoff vom Lise-Meitner-Gymnasium Remseck                   |

## Profile und Sprachenfolge
Als Erste Fremdsprache haben die neuen Fünftklässler Englisch. In der sechsten Klasse kommt als zweite Fremdsprache Latein oder Französisch hinzu.
Vor Eintritt in die 8. Klasse entscheiden sich die Schülerinnen und Schüler zwischen dem sprachlichen Profil mit einer dritten Fremdsprache und den naturwissenschaftlichen Fächern NwT und IMP (Informatik, Mathematik, Physik). Als dritte Fremdsprache wird Spanisch unterrichtet.

## Partnerschulen
Austauschprogramme

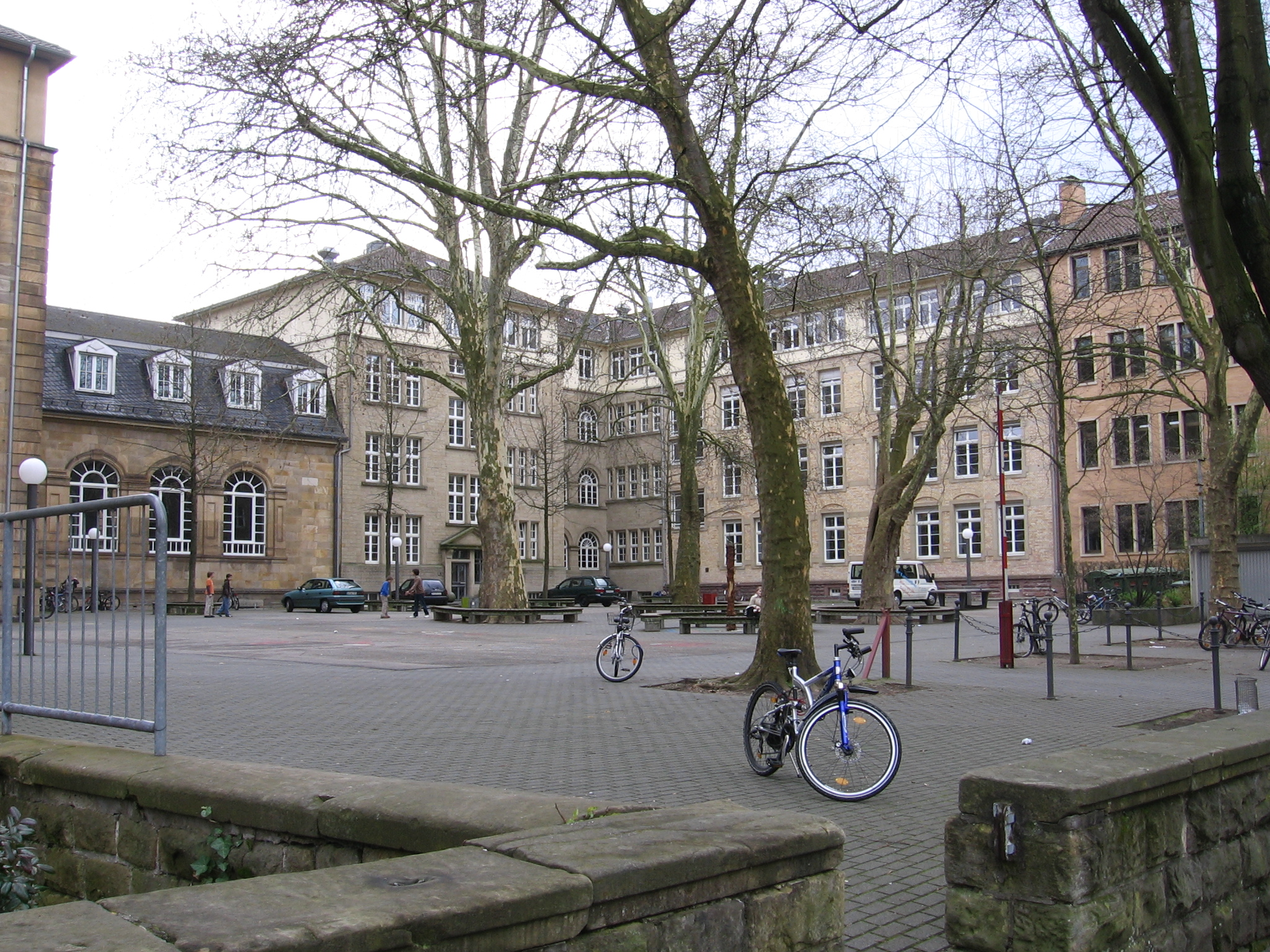
Das Markgrafen-Gymnasium – von der Karl-Weysser-Straße aus fotografiert

- Lycée Jean-Jacques Henner, Altkirch
- Lycée Honoré Daumier, Marseille
- Collège La Pierre Polie, Vendenheim
- Shixi High School, Shanghai
- Akademickie Liceum, Liegnitz
- Colexio Angel de la Guarda, Nigrán

Zusammenarbeit in Projekten
- Staindrop School, County Durham

## Persönlichkeiten

### Lehrer
- Walter Helmut Fritz (1929–2010), Lyriker, Essayist und Romancier
- Ernst Friedrich Kärcher (1789–1855), klassischer Philologe und Pädagoge (1815–1820)

### Schüler

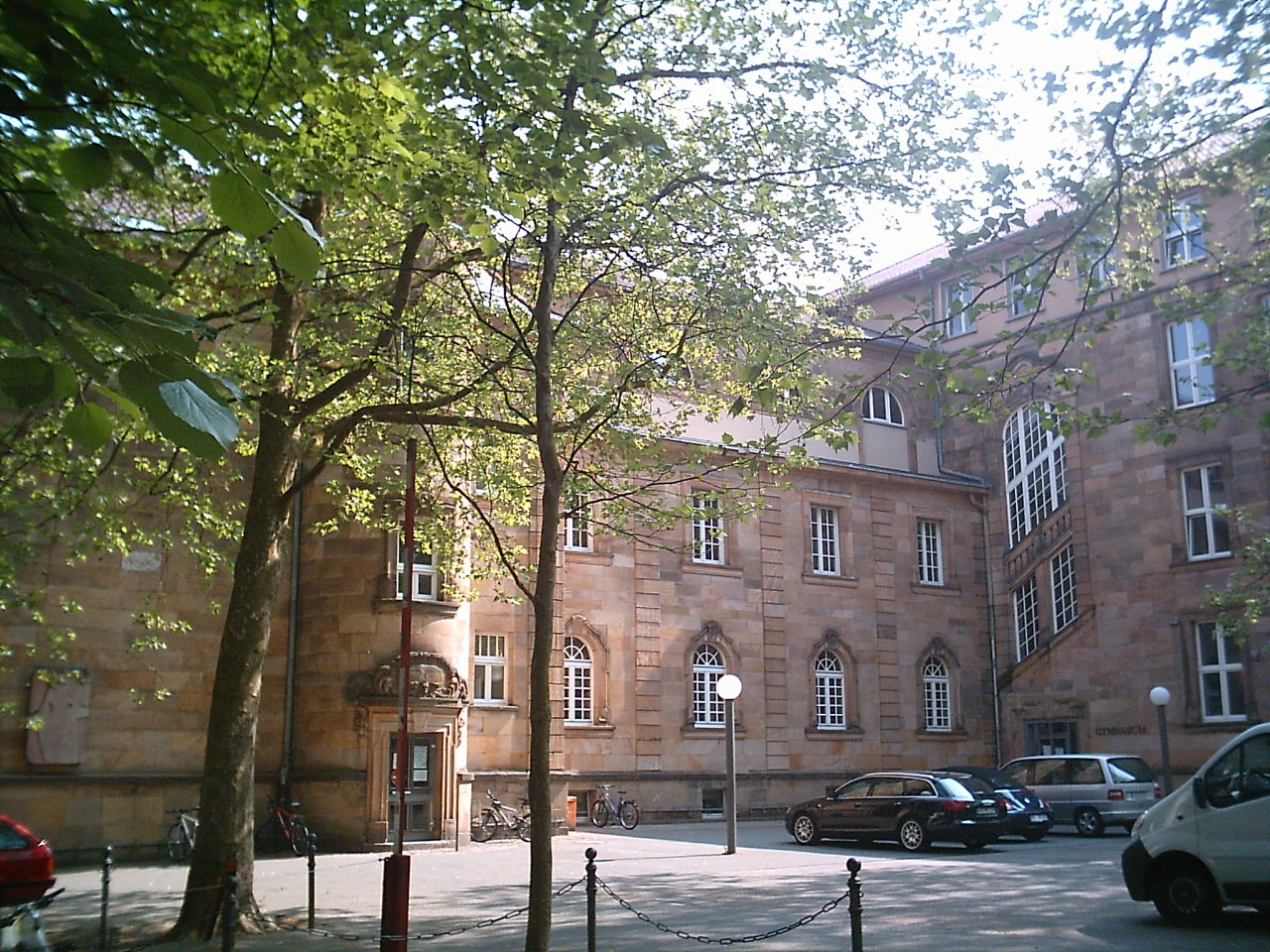
Markgrafengymnasium Karlsruhe-Durlach Hauptbau

- Friedrich Schenck von Winterstädt (1603–1659), Staatsmann
- Ernst Friedrich Kärcher (1789–1855), klassischer Philologe und Pädagoge
- Julius Braun (1825–1869), Kunsthistoriker und Hochschullehrer
- Karl Weysser (1833–1904), badischer Landschafts- und Architekturmaler
- Philipp Leferenz (1888–1942), Unternehmer in Heidelberg
- Franz Hein (1892–1976), Chemiker, Pionier der Aromatenmetallchemie
- Helmut Weber (* 1942), Arzt
- Ulrich Hochschild (* 1949), Diplomat, ehemaliger Deutscher Botschafter in Benin und Burkina Faso
- Wolfram Jäger (* 1949), Kommunalpolitiker (CDU)
- Hans-Peter Hörner (* 1951), Politiker (AfD)
- Hans Müller-Steinhagen (* 1954), Rektor der Technischen Universität Dresden
- Martin Bachmann (1964–2016), Bauforscher, Zweiter Direktor der Abteilung Istanbul des Deutschen Archäologischen Instituts
- Step Laube (* 1970), Autorin, Hörspielregisseurin
- Juri Tetzlaff (* 1972), Fernsehmoderator
- Thomas Kies (* 1975), Fußballspieler beim Karlsruher SC und VfB Stuttgart
- Katharina Reiling (* 1984), Rechtswissenschaftlerin
- Sebastian Freis (* 1985), Fußballspieler beim SC Freiburg[3]
- Steffen Haas (* 1988), Fußballspieler beim Karlsruher SC und ehemaliger Jugendnationalspieler